# Commissione statistica delle Nazioni Unite
La Commissione statistica delle Nazioni Unite (anche UNSC, United Nations Statistical Commission) è una commissione del Consiglio economico e sociale delle Nazioni Unite.
Ha il compito di occuparsi di tutte le varie statistiche demografiche, economiche e commerciali necessarie alle agenzie ONU e di standardizzare i nomi delle località geografiche nelle varie lingue; provvede anche ad organizzare la Conferenza delle Nazioni Unite sulla standardizzazione dei nomi geografici.

## Direttori
| Nome                        | Nazionalità | Termine                      |
| --------------------------- | ----------- | ---------------------------- |
| Georges-Simon Ulrich        | Svizzera    | 2024 – attuale               |
| Stefan Schweinfest (acting) | Germania    | Aprile 2013 – 30 giugno 2014 |
| Paul Cheung                 | Singapore   | 2004–2012                    |
| Willem de Vries (acting)    | Paesi Bassi | 2002–2004                    |
| Hermann Habermann           | Stati Uniti | 1994–2002                    |
| William Seltzer             | Stati Uniti | 1986–1994                    |
| Yoshimasa Kurabayashi       | Giappone    | 1982–1986                    |
| Svein Nordbotten            | Norvegia    | 1979–1982                    |
| Simon Goldberg              | Canada      | 1972–1979                    |
| Patrick J. Loftus           | Regno Unito | 1962–1972                    |
| William R. Leonard          | Stati Uniti | 1948–1962                    |
| Harry Campion               | Regno Unito | 1947                         |